# Sebastian Martens
Sebastian Martens (* 18. Februar 1980 in Hamburg) ist ein deutscher Rechtswissenschaftler.

## Leben
Von 2000 bis 2004 studierte er Rechtswissenschaften an der Universität Konstanz (erstes Staatsexamen am 13. Januar 2004). 2005 absolvierte er ein Masterstudium an der University of Oxford (Worcester College). Von 2004 bis 2008 war er wissenschaftlicher Mitarbeiter bei Reinhard Zimmermann am Max-Planck-Institut für ausländisches und internationales Privatrecht. Nach der Promotion 2007 zu dem Thema Durch Dritte verursachte Willensmängel in Regensburg; Promotionsstipendium der Studienstiftung des deutschen Volkes; Otto-Hahn-Medaille 2007 und Dieter-Rampacher-Preis 2007 der MPG; Joachim-Jungius-Preis 2011 war er von 2008 bis 2015 wissenschaftlicher Referent am Max-Planck-Institut für ausländisches und internationales Privatrecht. Von 2006 bis 2008 war er Rechtsreferendar am Hanseatischen OLG mit Stationen in Hamburg, Düsseldorf und Neu-Delhi; Zweites Staatsexamen 2008 vor dem GPA Nord. 2009 hatte er einen Forschungsaufenthalt an der Universität Cambridge (Wolfson College). Nach der Habilitation 2012 an der Universität Regensburg mit der Lehrberechtigung für die Fächer Bürgerliches Recht, Rechtstheorie, Römisches Recht, Privatrechtsgeschichte und Rechtsvergleichung (Habilitationsschrift zum Thema „Methodenlehre des Unionsrechts“) vertrat er von 2012 bis 2015 Lehrstühle in Passau, Osnabrück, Kiel und Münster. 2014 nahm er den Ruf auf den Lehrstuhl für Bürgerliches Recht, Römisches Recht, Europäisches Privatrecht und Europäische Rechtsgeschichte an der Universität Passau an.

## Schriften (Auswahl)
- Durch Dritte verursachte Willensmängel. Tübingen 2007, ISBN 3-16-149498-9.
- Methodenlehre des Unionsrechts. Tübingen 2013, ISBN 3-16-153106-X.